# Aníbal Carvallo
Joseph Aníbal Carvallo Torres (Lota, Región del Biobío, Chile, 1 de mayo de 1990) es un futbolista chileno. Hoy dedicado a la música (Dj)  

## Trayectoria
Delantero proveniente del Club Deportes Linares, equipo que jugaba en la Tercera División A donde el jugador fue comprado por Colo-Colo, pasó a las inferiores de Colo-Colo, luego pasó a la Primera B en calidad de préstamo a Deportes Temuco. 
Luego pasó a Deportes Puerto Montt para fichar al año siguiente en Rangers de Talca de la Primera División de Chile. En el mes julio del año 2009 es contratado por el club Municipal Iquique, donde permanece hasta septiembre de 2009, regresando en 2010 a Deportes Puerto Montt.
A fines del 2010 ficha por la Universidad de Concepción por expresa petición del director técnico Jaime Vera, quien lo entrenó en Deportes Puerto Montt.
El 18 de agosto de 2016 es confirmado como nuevo refuerzo de Deportes Melipilla para el campeonato de Segunda División Profesional 2016/17.

## Selección nacional
En 2012 fue internacional con la Selección de fútbol de Chile, debutando en la derrota por 2-0 ante Paraguay el 15 de febrero de 2012.

### Partidos internacionales
| 1     | 15 de febrero de 2012 | Estadio Feliciano Cáceres, Luque, Paraguay | Paraguay | 2-0 | Chile |  |  | Claudio Borghi | Amistoso |
| Total | Presencias            | 1                                          | Goles    | 0   |       |  |  |                |          |

| Selección chilena | Selección chilena | Selección chilena |
| Año               | Partidos          | Goles             |
| ----------------- | ----------------- | ----------------- |
| 2012              | 1                 | 0                 |
| Total             | 1                 | 0                 |

## Clubes
| Club                      | País  | Año       |
| ------------------------- | ----- | --------- |
| Deportes Linares          | Chile | 2006      |
| Colo-Colo                 | Chile | 2007      |
| Deportes Temuco           | Chile | 2007      |
| Deportes Puerto Montt     | Chile | 2008      |
| Rangers                   | Chile | 2009      |
| Municipal Iquique         | Chile | 2009      |
| Deportes Puerto Montt     | Chile | 2010      |
| Universidad de Concepción | Chile | 2011-2016 |
| Deportes Melipilla        | Chile | 2016-2017 |
| Deportes La Serena        | Chile | 2017-2019 |
| Ñublense                  | Chile | 2019-2020 |

## Palmarés
Campeonatos nacionales
| Título     | Club                      | País  | Año     |
| ---------- | ------------------------- | ----- | ------- |
| Copa Chile | Universidad de Concepción | Chile | 2014-15 |
| Primera B  | Ñublense                  | Chile | 2020    |